# Subterra
Una subterra és un planeta "substancialment menys massiu" que la Terra i Venus. Al sistema solar, aquesta categoria inclou Mercuri i Mart. Els exoplanetes subterrestres són dels tipus més difícils de detectar perquè les seves petites mides i masses produeixen el senyal més feble. Tot i la dificultat, un dels primers exoplanetes trobats va ser una subterra al voltant del púlsar de mil·lisegons PSR B1257+12. El més petit conegut és WD 1145 017 b amb una mida de 0,15 radis terrestres, o una mica més petit que Plutó. No obstant això, WD 1145 017 b és un planeta nan ja que orbita dins d'un núvol de pols i gas.
El telescopi espacial Kepler va permetre descobrir-ne d'altres. El 10 de gener de 2012, Kepler va descobrir les tres primeres subterres al voltant d’una estrella normal, Kepler-42. El juny de 2014, Kepler tenia 45 planetes confirmats que són més petits que la Terra, amb 17 d’ells inferiors a 0,8 radis terrestres. A més, hi ha més de 310 candidats a planeta amb un radi estimat de menys d'un radi terrestre, amb 135 d’ells inferiors a 0,8 radis terrestres. Alguns planetes del sistema TRAPPIST-1 també són subterres.
Les subterres solen mancar d’atmosferes substancials a causa de la seva baixa gravetat i els seus camps magnètics febles, cosa que permet que la radiació estel·lar desgaste les seues atmosferes. A causa de les seves mides reduïdes, i tret que hi haja forces de marea significatives quan orbiten prop de l'estrella pare, les subterres també tenen períodes curts d'activitat geològica.